# 建武 (元顥)
建武（けんぶ）は、南北朝時代の北魏で北海王元顥が立てた私年号。529年5月 - 閏6月

## 西暦との対照表
| 建武 | 元年  |
| 西暦 | 529年 |
| 干支 | 己酉  |

## 他元号との対照表
| 建武   | 元年   |
| 北魏   | 永安2  |
| 梁     | 大通3  |
| 高昌   | 甘露5? |
| 大趙   | 神獣2  |
| 劉蠡升 | 神嘉5  |